# Branscombe

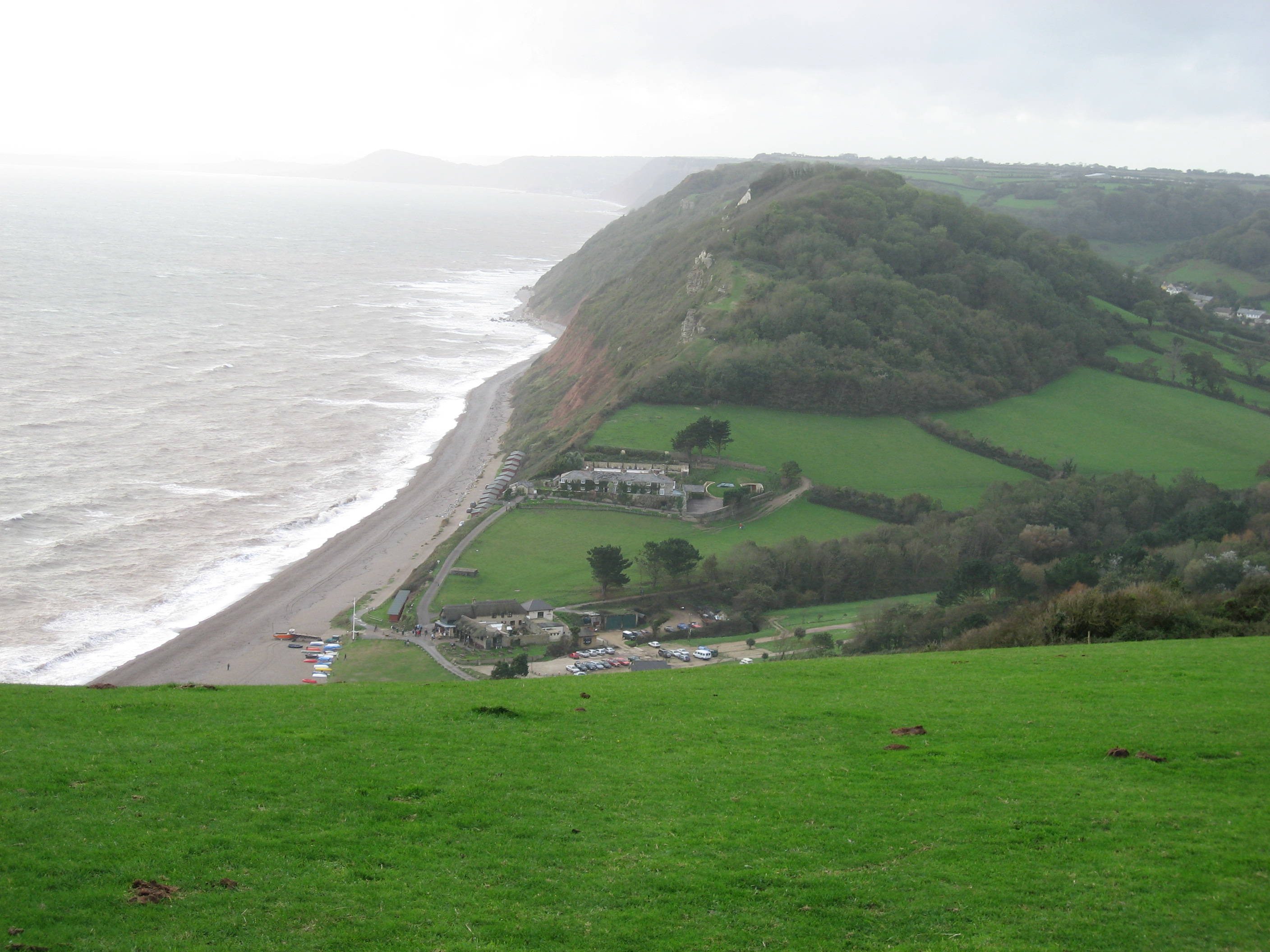
Branscombe Mouth

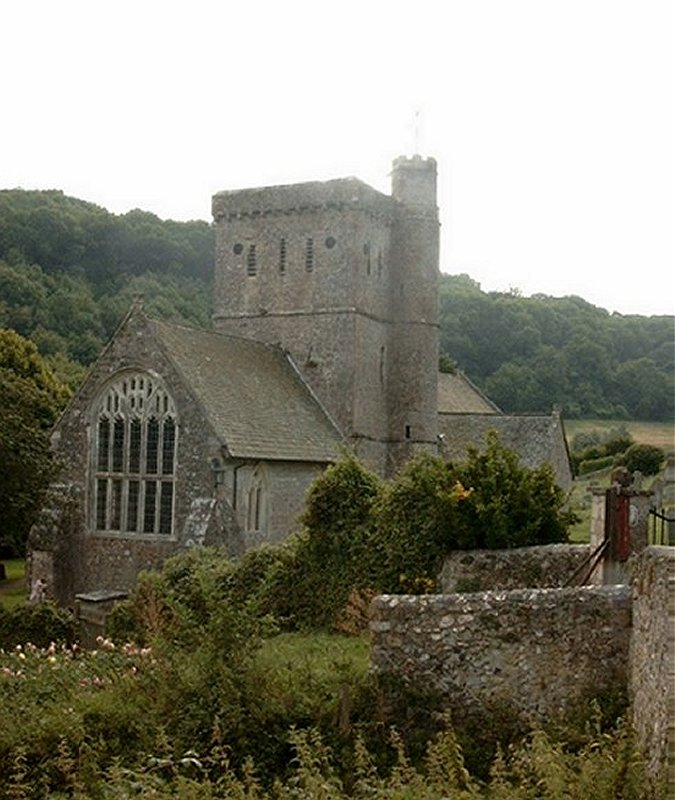
St. Winifred in Branscombe

Branscombe ist ein Dorf in der Grafschaft Devon im Südwesten Englands. 
Der Ort befindet sich an der Küste zwischen Sidmouth und Beer und hat nur wenig mehr als 500 Einwohner, die überwiegend vom Tourismus oder der Landwirtschaft leben. Fischfang und Seidenstickerei spielen nicht mehr die Rolle wie in vergangenen Jahrhunderten.
Das Dorf liegt langgestreckt in einem schmalen Tal, das sich zur Küste hin im Branscombe Mouth öffnet. Dort befindet sich ein kieselbedeckter Badestrand. In östlicher und westlicher Richtung erheben sich die steilen Klippen der Jurassic Coast; der South West Coast Path lädt zu ausgedehnten Wanderungen ein.
Zu den Sehenswürdigkeiten des Ortes gehören außer seiner natürlichen Umgebung eine Reihe von historischen Gebäuden. Erwähnenswert ist vor allem die Kirche St. Winifred aus dem 12. Jahrhundert, deren Mittelturm mit seinem quadratischen Grundriss deutlich von der normannischen Bauweise zeugt. The Masons Arms ist ein heute noch betriebener Gasthof aus dem 14. Jahrhundert, aus der gleichen Zeit datiert die Great Seaside Farm. Die reetgedeckte Branscombe Forge ist möglicherweise eine der ältesten noch aktiven Schmieden dieser Bauweise. In unmittelbarer Nachbarschaft befinden sich eine restaurierte Mühle (Manor Mill) und eine alte Bäckerei, die neben historischen Geräten frischen Tee und Gebäck präsentiert. Dieses museale Ensemble vermittelt einen Einblick in handwerkliche Arbeitsweisen vergangener Jahrhunderte und steht unter der Verwaltung des National Trust. 
Der eher ruhige und geschichtsträchtige Ort kam im Januar 2007 unversehens in die aktuellen Schlagzeilen, als der im Orkan Kyrill havarierte Frachter MSC Napoli mit teilweise als gefährlich eingestufter Ladung (vor allem Pestizide) an der Küste vor Branscombe kontrolliert auf Grund gesetzt wurde. Eine Reihe der über Bord gegangenen Container wurde an den Strand gespült und geplündert, bevor die Polizei das Gelände absperren konnte. Diese Vorfälle und die langwierigen Bergungsarbeiten vor der seit 2001 zum UNESCO-Welterbe gehörenden Küste wurden mit Besorgnis verfolgt. Die Bergungsarbeiten wurden mit dem Entfernen der letzten Wrackteile im Juli 2009 abgeschlossen.